# Frei Casimiro Zaffonato
Frei Casimiro Zaffonato, nascido Ernesto Zaffonato (Antônio Prado, 12 de agosto de 1912 – Caxias do Sul, 11 de junho de 1988) foi um sacerdote católico e educador brasileiro, reconhecido por suas contribuições para a educação e o desenvolvimento da comunidade de Ipê, Rio Grande do Sul. 

## Biografia
Frei Casimiro ingressou na vida religiosa em 1929, realizando sua profissão religiosa no Convento Sagrado Coração de Jesus, em Flores da Cunha. Em 1937 foi ordenado presbítero por Dom Frei Cândido Maria Bampi.[carece de fontes?]
Tornou-se uma figura importante para Ipê, onde exerceu seu pastoreio por 23 anos, a partir de 1964, como Pároco da Igreja Matriz. Em meados da década de 1960, percebendo a necessidade de meios de ensino, Frei Casimiro foi um dos principais articuladores na fundação do Ginásio Estadual de Vila Ipê. Em conjunto com a comunidade local, construiu uma escola que em 2001 passou a se denominar "Escola Estadual de Educação Básica Frei Casimiro Zaffonato", em homenagem ao seu legado com a Instituição.[carece de fontes?]
Além de sua atuação religiosa, Frei Casimiro desempenhou um papel na emancipação do município de Ipê, servindo como vice-presidente da Comissão de Emancipação formada em 1985. A escola que carrega seu nome é a única a oferecer o ensino médio na região, atualmente atendendo centenas de alunos de Ipê.
Frei Casimiro Zaffonato morreu aos 76 anos no Hospital Pompéia de Caxias do Sul e foi sepultado no Cemitério publico de Ipê.